# L'Esprit de Chanel
Pour les articles homonymes, voir Chanel (homonymie).
Pour plus de détails, voir Fiche technique et Distribution.
L'Esprit de Chanel ou L'Oiseau de paradis est un célèbre court métrage publicitaire de Jean-Paul Goude, où Vanessa Paradis incarne le canari de la grande couturière Coco Chanel, pour le célèbre parfum Coco de Chanel. Le film est présenté en France le 14 octobre 1991, puis dans le monde entier, avec pour slogan « Coco, l’esprit de Chanel ». 

## Histoire
En 1991 Chanel relance son célèbre parfum Coco (créé par le parfumeur Jacques Polge en 1984, en hommage à Coco Chanel, fondatrice mythique de Chanel en 1910). Vanessa Paradis (âgée de 18 ans, devenue célèbre depuis l'age de 14 ans avec son tube Joe le taxi de 1987) devient la nouvelle ambassadrice-égérie mondiale du parfum Coco de Chanel et de la maison Chanel de Karl Lagerfeld, avec ce film publicitaire et importante campagne d’affichage associée. Elle succède entre autres à Coco Chanel, Marilyn Monroe, et Inès de La Fressange...

### Synopsis

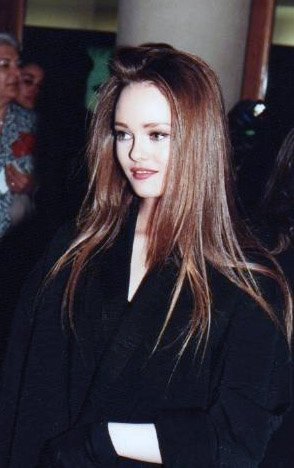
Vanessa Paradis en 1991

Vanessa Paradis (habillée en femme-glamour-oiseau de paradis) incarne le canari de Coco Chanel, dans un décor de rêve de la luxueuse suite du palace Ritz Paris de la place Vendôme (voisin de la maison Chanel historique de la rue Cambon) où Coco Chanel vit à l'année, et disparaît en 1971. Elle se balance, un soir d'orage, sur la balançoire de sa cage dorée, en sifflant joyeusement la célèbre chanson d'amour standard de jazz américain Stormy Weather (Temps orageux, j'aime le temps orageux...) de 1933, en répandant son flacon de parfum Coco, L'esprit de Chanel, en présence d'une apparition de « l'Esprit Chanel » de la légendaire maîtresse des lieux, sous le regard de son chat persan, et sur fond de colonne Vendôme de la place Vendôme.

### Tournage
Le tournage du film commence le 15 décembre 1990, dans des hangars historiques de la base aérienne 107 Villacoublay près de Paris. Le réalisateur scénariste Jean-Paul Goude s'inspire des animaux de compagnie de la légende historique de Coco Chanel, qu'il associe au célèbre dessin animé américain Titi et Grosminet, pour réaliser ce film publicitaire. Vanessa Paradis prend trois semaines de cours de trapèze volant à l'école du cirque d'Annie Fratellini, pour jouer ce rôle dans une cage de 15 m de haut, réduite ensuite à l’écran par effets spéciaux.

## Anecdotes
À partir de 2015 Lily-Rose Depp (fille de Vanessa Paradis et de Johnny Depp) devient à son tour ambassadrice-égérie de Chanel, et du parfum Chanel N°5, et apparaît sur une balançoire pour une publicité Chanel ...
En 2018 Vanessa Paradis fait de la balançoire au dessus d'une étendue d'eau, dans le clip de sa chanson Ces mots simples (de son mari Samuel Benchetrit, de son septième album Les sources),.